# Occidozyga sumatrana
Occidozyga sumatrana är en groddjursart som först beskrevs av Peters 1877.  Occidozyga sumatrana ingår i släktet Occidozyga och familjen Dicroglossidae. IUCN kategoriserar arten globalt som livskraftig. Inga underarter finns listade i Catalogue of Life.